# Prof. dr. W.S.P. Fortuyn Stichting
De Prof. dr. W.S.P. Fortuynstichting was het wetenschappelijk bureau van de Nederlandse politieke partij Lijst Pim Fortuyn (LPF). Het Wetenschappelijk Bureau van de Politieke Vereniging Lijst Pim Fortuyn is opgericht op 5 september 2003. Het stond onder leiding van emeritus hoogleraar Bert Snel en secretaris was Mat Herben. 
In februari 2004 volgde het oprichtingscongres dat door toenmalig CDA-minister van Justitie Piet Hein Donner werd geopend.
Het bureau verzorgde onder andere cursussen voor het partijkader en organiseerde congressen. Daarnaast bracht het wetenschappelijk bureau een tijdschrift uit onder de naam De Vernieuwing.
Op 17 februari 2006 hield het bureau een conferentie over de islam met historicus en islamoloog Daniël Pipes en publicist Robert Spencer. Onder de aanwezigen waren Leon de Winter, Hans Jansen en Paul Cliteur.
De LPF werd in 2008 formeel opgeheven.